# China Post
|  | For den taiwanesiske avis, se The China Post |
China Post (kinesisk: 中国邮政; Kina Post), der er det officielle navn benyttet af Kinas statslige postvæsen i forretningsøjemed; udgør samtidig det officielle postvæsen i Folkerepublikken Kina. Statspostvæsenet (kinesisk: 国家邮政局), der i daglig tale kaldes for China Post, er både tilsynsmyndighed og en statsejet virksomhed, og er dermed ansvarlig for tilsynet med det nationale postvæsen samt driften af nationale postvirksomheder.

## Historie
Den postale historie i Kina kan spores tilbage til Shang-dynastiet. Toldpostkontoret blev etableret af Qing-dynastiet i 1878 af Li Hongzhang efter et forslag af de fremmede magter, med filialer i fem store handelsbyer. Den 20. marts 1896 blev toldpostkontoret omdannet til det store Qing-postvæsen, der i 1911 blev gjort uafhængigt af toldvæsenet. Det nuværende Kinas statslige postvæsen blev etableret i 1949. Det afløste Chunghwa Post i fastlandskina i 1949, og overtog Kinas plads i Verdenspostforeningen i 1972. Det blev tidligere administreret af ministeriet for post og telekommunikation.